# Michael W. Young
Pour les articles homonymes, voir Michael Young et Young.
Michael W. Young (né le 28 mars 1949 à Miami) est un généticien et biologiste américain. Ses travaux dans le domaine de la chronobiologie lui valent le prix Nobel de physiologie ou médecine en 2017, qu'il partage avec Jeffrey C. Hall et Michael Rosbash.

## Biographie
Michael W. Young est né à Miami, en Floride, le 28 mars 1949. Son père travaillait pour Olin Mathieson Chemical Corporation à la gestion des ventes de lingots d'aluminium pour le sud-est des États-Unis. Sa mère travaillait pour un cabinet d'avocats en tant que secrétaire. Malgré un contexte familial éloigné des domaines de la science ou de la médecine, les parents de Young ont encouragé son intérêt pour la science en lui fournissant des moyens d’exploration scientifique en lui offrant microscopes ou télescopes. Ils vivaient dans un environnement proche des zoos privés, où parfois certains animaux s'échappaient dans leur jardin et suscitaient l'intérêt scientifique de Young. 
Michael Young a grandi dans et autour de Miami, en Floride. Sa famille a ensuite déménagé près de Dallas, au Texas, où il sort diplômé du lycée L. D. Bell High School. Au début de son adolescence, les parents de Michael lui ont offert l’un des livres de Darwin sur l’évolution et les mystères biologiques. Le livre décrivait les horloges biologiques, lui permettant de comprendre la raison pour laquelle une plante étrange qu'il avait vue des années auparavant produisait des fleurs qui se fermaient le jour et s'ouvraient la nuit. L’emplacement et la composition de ces horloges étaient inconnus, ce qui a suscité l’intérêt de Michael Young dès son plus jeune âge.